# Groß-Buchholz
Groß-Buchholz è una frazione (Stadtteil) della città di Hannover, nel land della Bassa Sassonia, in Germania.

## Storia
Già comune autonomo nel circondario di Hannover, fu soppresso e incorporato a Hannover il 1º ottobre 1907.
Forma, insieme con Heideviertel e Kleefeld, il quartiere (Stadtbezirke) di Buchholz-Kleefeld.